# مونته پورتزیو
مونته پورتزیو (به ایتالیایی: Monte Porzio) یک کومونه در ایتالیا است که در استان پزارو و اوربینو واقع شده‌است. مونته پورتزیو ۱۸٫۴ کیلومترمربع مساحت و ۲٬۷۵۱ نفر جمعیت دارد و ۱۰۵ متر بالاتر از سطح دریا واقع شده.